# Gambie na letních olympijských hrách
Gambie na letních olympijských hrách startuje od roku 1984. Toto je přehled účastí, medailového zisku a vlajkonošů na dané sportovní události.

## Účast na Letních olympijských hrách
| Dějiště LOH            | LOH      | Vlajkonoš               | Zlatá medaile | Stříbrná medaile | Bronzová medaile | Celkem |
| ---------------------- | -------- | ----------------------- | ------------- | ---------------- | ---------------- | ------ |
| 1984 Los Angeles       | LOH 1984 | Oumar Fye               |               |                  |                  | 0      |
| 1988 Soul              | LOH 1988 | Dawda Jallow            |               |                  |                  | 0      |
| 1992 Barcelona         | LOH 1992 | Dawda Jallow            |               |                  |                  | 0      |
| 1996 Atlanta           | LOH 1996 | Dawda Jallow            |               |                  |                  | 0      |
| 2000 Sydney            | LOH 2000 | Adama N'Jie             |               |                  |                  | 0      |
| 2004 Athény            | LOH 2004 | Jaysuma Saidy Ndure     |               |                  |                  | 0      |
| 2008 Peking            | LOH 2008 | Badou Jack              |               |                  |                  | 0      |
| 2012 Londýn            | LOH 2012 | Suwaibou Sanneh         |               |                  |                  | 0      |
| 2016 Rio de Janeiro    | LOH 2016 | Gina Bass               |               |                  |                  | 0      |
| 2020 Tokio             | LOH 2020 | Gina Bass Ebrima Camara |               |                  |                  | 0      |
| 2024 Paříž             | LOH 2024 |                         |               |                  |                  | x      |
| Celkem                 | 10       |                         | 0             | 0                | 0                | 0      |
| Zdroj na Olympedia.org |          |                         |               |                  |                  |        |